# Denkówek
Denkówek is een plaats in het Poolse district  Ostrowiecki, woiwodschap Święty Krzyż. De plaats maakt deel uit van de gemeente Bodzechów en telt 980 inwoners. Denkówek geniet enige bekendheid vanwege de zinkmijn die vlak bij het dorp gelegen is.